# José Pintos Saldanha
Pour les articles homonymes, voir Saldanha (homonymie) et Pintos.
José Luis Pintos Saldanha (né le 25 mars 1964 à Artigas en Uruguay) est un joueur de football international uruguayen, qui évoluait au poste de défenseur.

## Biographie

### Carrière en club
Avec le Club Nacional, il remporte quatre titres internationaux : une Copa Libertadores, une Coupe intercontinentale, une Recopa Sudamericana et enfin une Copa Interamericana.

### Carrière en sélection
Avec l'équipe d'Uruguay, il joue 12 matchs (pour aucun but inscrit) entre 1987 et 1991. 
Il figure dans le groupe des sélectionnés lors de la Coupe du monde de 1990 organisée en Italie. Lors du mondial, il dispute un match contre le pays organisateur.
Il participe également aux Copa América de 1987, de 1989 et de 1991. La sélection uruguayenne remporte la compétition en 1987.

## Palmarès
| Club Nacional \| - Championnat d'Uruguay (1) : - Champion : 1992. - Copa Libertadores (1) : - Vainqueur : 1988. - Coupe intercontinentale (1) : - Vainqueur : 1988. \| \| - Recopa Sudamericana (1) : - Vainqueur : 1989. - Copa Interamericana (1) : - Vainqueur : 1989. \| |  | Uruguay - Copa América (1) : - Vainqueur : 1987. - Finaliste : 1989.                            |
| - Championnat d'Uruguay (1) : - Champion : 1992. - Copa Libertadores (1) : - Vainqueur : 1988. - Coupe intercontinentale (1) : - Vainqueur : 1988. |  | - Recopa Sudamericana (1) : - Vainqueur : 1989. - Copa Interamericana (1) : - Vainqueur : 1989. |